# Krišovská Liesková
Krišovská Liesková é um município da Eslováquia, situado no distrito de Michalovce, na região de Košice. Tem 15,4 km² de área e sua população em 2018 foi estimada em 935 habitantes.

## Demografia
| Ano:        | 1994 | 2004   | 2014   | 2024   |
| ----------- | ---- | ------ | ------ | ------ |
| Broj ljudi: | 818  | 877    | 930    | 942    |
| Razlika:    |      | +7,21% | +6,04% | +1,29% |

| Ano:               | 2023 | 2024   |
| ------------------ | ---- | ------ |
| Número de pessoas: | 936  | 942    |
| Diferença:         |      | +0,64% |